# Godwin Okpara
Godwin Okpara (Lagos, 1972. szeptember 20. –) nigériai válogatott labdarúgó.

## Pályafutása

### Klubcsapatban
Pályafutását hazájában az Obanta United csapatában kezdte. Ezt követően játszott többek között a Beerschot AC, az Eendracht Aalst, az Strasbourg, a PSG és a Standard Liège csapataiban. csapataiban is.

### A válogatottban
1991 és 2001 között 18 alkalommal szerepelt a nigériai válogatottban. Részt vett az 1998-as világbajnokságon, a 2000-es afrikai nemzetek kupáján és a 2000. évi nyári olimpiai játékokon.

## Börtönben
2005 augusztusában letartóztatta a francia rendőrség, azzal a váddal, hogy megerőszakolta a 13 éves örökbefogadott lányát. 2007 júniusában a tárgyaláson bűnösnek találták és 13 év börtönre ítélték. Feleségét Linda Okparat szintén ugyanazon személy elleni kínzással vádolták és 15 év börtönre ítélték.

## Sikerei, díjai
Nigéria
- Afrikai nemzetek kupája döntős (1): 2000